# ZZT (računalniška igra)
ZZT je bila na kodu ASCII temelječa računalniška igra, ki jo je leta 1991 za operacijski sistem MS-DOS v paskalu izdelal Tim Sweeney, tvorec igre Unreal.
V začetku je bila igra shareware, sedaj pa je freeware. ZZT ni akronim in se tako imenuje z namenom, da se v seznamih znajde na koncu abecednega reda, podobno kot teksaška glasbena skupina ZZ Top.

## Okolja
- MS-DOS